# Категорія заходу літаків
Категорія захóду літаків (англ. aircraft approach category) є індексом ІСАО щодо диференції повітряних суден в залежності від швидкості заходу, на якій останній заходить на посадку на ЗПС. 

## Категорії
Визначально критерієм диференціації є референтна швидкість посадки VRef певного ПС, з максимальною посадковою масою (якщо VRef не зазначена, швидкість заходу дорівнює швидкості звалювання або мінімальній швидкості заходу в посадковій конфігурації VS0, з коефіцієнтом 1,3) . VRef, VS0 та МЗП є величинами, що встановлені для даного ПС органами сертифікації країни реєстрації. Певне ПС може відповідати лише одній категорії. В разі потреби маневрування на вищих, ніж зазначені для категорії, швидкостях використовуються мінімальні значення наступної категорії. Наприклад, ПС віднесене до категорії A, однак при виконанні процедури заходу візуального маневрування (circle-to-land) на швидкості понад 90 вузлів повинне притримуватись у даному випадку мінімумів для категорії B.
Типи категорії заходу:
- Категорія A: Швидкість 90 вузлів і повільніше.
- Категорія B: Швидкість 91-120 вузлів.
- Категорія C: Швидкість 121-140 вузлів.
- Категорія D: Швидкість 141-165 вузлів.
- Категорія E: Швидкість 166 та швидше.

Категорія E включає лише військові літаки.

## Категорії заходів згідно ICAO
Межі швидкостей для віднесення до категорій заходу визначені згідно 14 CFR 97.3 (ICAO Doc 8168 PANS-OPS Vol 1, Section 4, Paragraph 1.3.5), однак максимально дозволена швидкість для візуального маневрування є суттєво вищою. Метод, що використовується для встановлення швидкості, дещо відрізняється: Vat = приладова швидкість на порозі ЗПС з коефіцієнтом 1,3 відносно VS0 або 1,23 від Vs1g при максимальній дозволеній ПМ. Для інших сегментів заходу межі швидкостей визначаються згідно ICAO Doc 8168, Vol 1, Section 4, Table I-4-1-2.
Подана нижче таблиця визначає швидкості (IAS у вузлах) для кожної категорії ПС для виконання відповідних маневрів. Межі швидкостей подані для застосування  для кожної операції залежно від типу авіапростору та відсутності перешкод.
| Категорія ПС | Vat       | Межі швидкостей для основного заходу (повторного чи повторюваного) | Швидкість на фінальній прямі | Максимум при візуальному маневруванні | Максимум при проміжному повторному заході | Максимум при фінальному повторному заході | Типове ПС в даній категорії  |
| A            | <91       | 90 - 150 (110*)                                                    | 70 - 110                     | 100                                   | 100                                       | 110                                       | мале однодвигунове           |
| B            | 91 - 120  | 120 - 180 (140*)                                                   | 85 - 130                     | 135                                   | 130                                       | 150                                       | мале кількадвигунове         |
| C            | 121 - 140 | 160 - 240                                                          | 115 - 160                    | 180                                   | 160                                       | 240                                       | реактивний авіалайнер        |
| D            | 141 - 165 | 185 - 250                                                          | 130 - 185                    | 205                                   | 185                                       | 265                                       | великий авіалайнер/військове |
| E            | 166 - 210 | 185 - 250                                                          | 155 - 230                    | 240                                   | 230                                       | 275                                       | спеціальне військове         |

Vat  ― Швидкість на порозі ЗПС з коефіцієнтом 1,3 від швидкості звалювання в посадковій конфігурації з МПМ.
* Максимальні швидкості для повторного чи повторююваного заходів (reversal/racetrack procedures)
Категорія E включає лише військові борти і не передбачена в документах для операцій комерційних повітряних суден.